# Jens Nilssøn

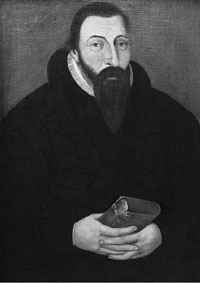

Jens Nilssøn (latin Joannis Nicolai, également connu sous le nom de Jens Nilsen ou Jens Nilsson, né en 1538 à Oslo, décédé en 1600) était un évêque norvégien à Oslo, poète et auteur. Il était l'un des humanistes d'Oslo, un cercle d'hommes qui ont vécu et travaillé dans l'est de la Norvège au cours de la seconde moitié du XVIe siècle et, grâce à ses études savantes, représentent également la percée de l'humanisme en Norvège.
Jens Nilssøn a grandi à Oslo, a étudié à Copenhague et a été nommé au début aide de l'évêque Frants Berg à Oslo et dans le diocèse de Hamar, avant de lui succéder dans le diocèse en 1580. En tant qu'évêque, il a achevé la Réforme dans son diocèse et mis en œuvre une réorganisation administrative de l'administration de l'église.
De son vivant, il a publié plusieurs livres en latin et danois et a été en correspondance avec un certain nombre de personnalités contemporaines du Danemark-Norvège, dont Tycho Brahe.  Il est célèbre pour ses livres Visitasbøker, qu'il a écrits avec  Oluf Børgessøn lors de ses nombreux voyages dans l'est de la Norvège, et qui forment en un court laps de temps un portrait de la Norvège du XVIe siècle. Il a écrit également de la poésie latine, s'est intéressé aux sciences naturelles, à l'astronomie, et à la préhistoire de la Norvège. Il a conservé plusieurs manuscrits médiévaux pour la postérité, comme le Jǫfraskinna.